# Het Slochter
Het Slochter is een onderdeel van het Noordhollandsch Kanaal in Noord-Holland.
De waterweg is al eeuwenlang te zien op landkaarten. Het is een vrij brede waterweg, een slochter is een geul, tussen de meren Broekermeer en Buikslotermeer. Zelfs op kaarten waarbij die beide meren recent zijn ingepolderd blijft die verbinding in stand als waterweg tussen beide ringvaarten. Een kaart uit 1714 met een terugblik op de 14e eeuw voor West-Friesland, Kennemerland en Waterland laat het inderdaad als waterweg tussen twee meren zien (H en I op de kaart). Wanneer het Noordhollandsch Kanaal tussen 1819 en 1824 wordt gegraven, wordt deels gebruik gemaakt van bestaande waterwegen, alhoewel Het Slochter wel is rechtsgetrokken.  
Het Aardrijkskundige woordenboek der Nederlanden uit 1847 (en 1855) van Abraham Jacob van der Aa (lemma: Het Slofter) geeft dan ook nog steeds dezelfde geografische plaats weer. Het gaat dan om het gedeelte van het Noordhollandsch Kanaal tussen Het Schouw (gelegen op de punt van het Broekermeer) gaande zuidwaarts tot een knik in het kanaal (Buikslotermeer). In de Gemeente Atlas van Nederland van J. Kuyper is op kaarten van Buiksloot en Nieuwendam nog steeds een aanzienlijke verbreding in het Noordhollands Kanaal te zien. 
Ook in de 21e eeuw is dat deel kanaal breder dan ten zuiden van de knik of ten noorden van Het Schouw. Wel ligt er dan in de knik een eilandje. Amsterdam kent dan plaatselijk op de oostelijke dijk van het kanaal de Slochterweg (nu een deel van de Provinciale weg 247). In de volksmond kent men voorts nog de Slochterbrug over een sloot die uitmondt in het kanaal ter hoogte van de knik. 

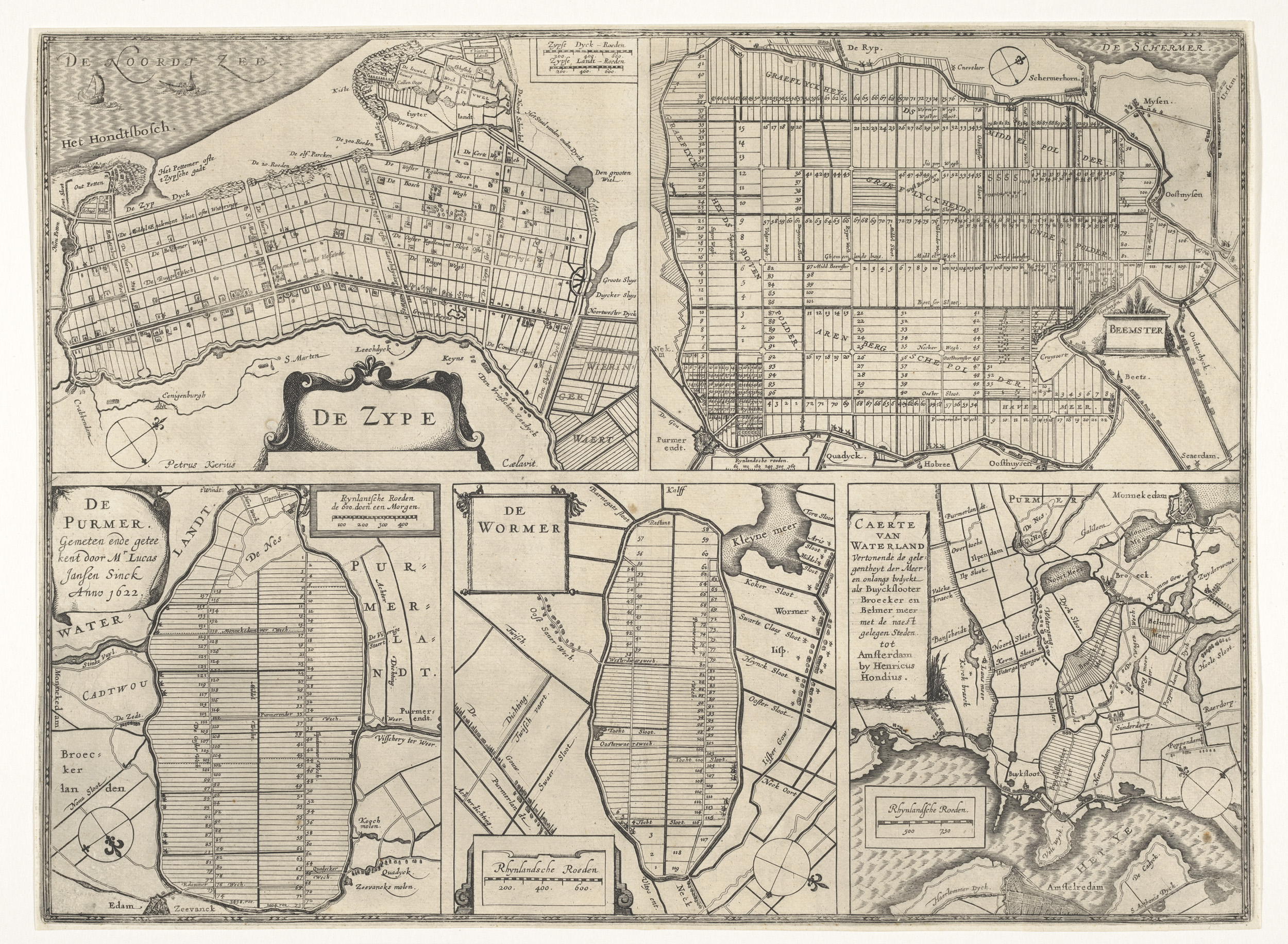
Kaart van Waterland uit 1631-1633 met rechtsonder de situatie

Kaart uit 1800-1825 met rechts De Slochter